# Петрівка (Болградський район)
Петрі́вка — село в Україні, у Бородінській селищній громаді, Болградського району Одеської області. Населення становить 984 осіб.

## Географія
У селі балка Вале Ботей впадає у річку Чагу.

## Історія
Петрівка була заснована приблизно у 1830-х роках переселенцями з Хотинського та Бендерського повітів. Перша згадка датується 1831 роком. До 1860 року село мало назву Чага.
У часи Радянського Союзу в Петрівці було створено колгосп «Україна», основним видом діяльності якого було тваринництво та вирощування зернових культур, працював млин, слюсарня та ремонтна майстерня. Станом на 1969 рік, колгосп оброблював 5963 гектарів сільськогосподарських угідь.
12 червня 2020 року, відповідно до Розпорядження Кабінету Міністрів України від № 724-р «Про визначення адміністративних центрів та затвердження територій територіальних громад Одеської області», увійшло до складу Бородінської селищної територіальної громади.
19 липня 2020 року, в результаті адміністративно-територіальної реформи і ліквідації Тарутинського району, село увійшло до складу новоутвореного Болградського району.

## Населення
Згідно з переписом УРСР 1989 року чисельність наявного населення села становила 1016 осіб, з яких 470 чоловіків та 546 жінок.
За переписом населення України 2001 року в селі мешкала 981 особа.

### Мова
Розподіл населення за рідною мовою за даними перепису 2001 року:
| Мова       | Відсоток |
| ---------- | -------- |
| українська | 88,11 %  |
| молдовська | 6,00 %   |
| російська  | 3,56 %   |
| болгарська | 1,93 %   |
| гагаузька  | 0,20 %   |
| білоруська | 0,10 %   |
| вірменська | 0,10 %   |

## Відомі люди

### Народилися
- Цинклер Володимир Борисович — радянський молдавський футболіст і тренер. Заслужений тренер Молдавської РСР.